# Mina Vieja
Mina Vieja är en ort i Mexiko.   Den ligger i kommunen Villa Victoria och delstaten Mexiko, i den sydöstra delen av landet, 90 km väster om huvudstaden Mexico City. Mina Vieja ligger 2 902 meter över havet och antalet invånare är 1 771.
Terrängen runt Mina Vieja är huvudsakligen kuperad, men den allra närmaste omgivningen är platt. Runt Mina Vieja är det ganska tätbefolkat, med 248 invånare per kvadratkilometer. Närmaste större samhälle är San Pedro Los Baños, 15,1 km nordost om Mina Vieja. Trakten runt Mina Vieja består till största delen av jordbruksmark.